# 柊太朗
柊太朗（とうたろう、2000年10月27日 - ）は、日本の俳優。北海道札幌市出身。CRG所属。

## 略歴
2019年、高校3年生のときに恋愛リアリティーショー『恋する♥週末ホームステイ Season7』に出演。友人が彼を番組に応募したことがきっかけだった。高校卒業後にモデル志望で上京。勉強のために観た舞台の数々に感動して、俳優の道を志す。
2021年3月『ゴールデンカムイ』の25巻発売記念WEBドラマ『青春カムイ』で、ヒロインと恋に落ちる図書委員の佑一を演じる。また同年7月、『ミュージカル・テニスの王子様4thシーズン 青学vs不動峰』では石田鉄を演じる。
2021年4月1日よりユニ・エンタテインメント（Uni Entertainment Inc.）所属となった。
2022年、特撮テレビドラマ『暴太郎戦隊ドンブラザーズ』犬塚翼 / イヌブラザー役でドラマデビュー。
2025年6月30日、ユニ・エンタテインメントを退所した。同年7月7日、CRGに所属することを発表した。

## 人物
- 5歳年下の弟がいる[3]。
- 趣味・特技は読書、釣り、バク宙、サッカー、お絵描き[4]、料理。
- 憧れとして同じく北海道出身であるTEAM NACSの大泉洋を挙げている[9]。
- 暑い季節が苦手で、「東京の冬は北海道の秋みたいで過ごしやすいから好き」だと語っている[6]。
- スーパー戦隊シリーズは『特捜戦隊デカレンジャー』から『侍戦隊シンケンジャー』まで観ていた[3]。出演発表会見時には、地元の友達などからSNSへ200件以上の反響があり、あまりの反響の大きさに携帯がダウンしたという[10]。

## 出演

### テレビドラマ
- アイカツプラネット!（2021年1月10日 - 6月27日、テレビ東京） - クラスメイト 役
- お茶にごす。（2021年10月8日 - 12月24日、テレビ東京） - クラスメイト 役
- 暴太郎戦隊ドンブラザーズ（2022年3月6日 - 2023年2月26日、テレビ朝日） - 犬塚翼 / イヌブラザー 役
- 極限夫婦 第3章「北斗夫婦の場合」（2024年3月1日[11] - 22日、関西テレビ） - 桜小路司 役[12]
- 君とゆきて咲く〜新選組青春録〜（2024年4月25日 - 9月12日、テレビ朝日） - 原田左之助 役[13]
- タクミくんシリーズ －Drama－（2025年9月21日 - 〈予定〉、BSフジ・FOD） - 赤池章三 役[14]

### 映画
- 暴太郎戦隊ドンブラザーズ THE MOVIE 新・初恋ヒーロー（2022年7月22日公開、東映） - 犬塚翼 / イヌブラザー 役[15]
- 夢叶えるプロジェクト（2023年12月10日、ふるさと映画祭にてプレミア上映）[16][17]

### ウェブドラマ
- #青春カムイ（2021年3月18日、YouTube） - 佑一 役[18]
- スーパー戦隊シリーズ - 犬塚翼 / イヌブラザー 役
  - 暴太郎戦隊ドンブラザーズ スピンオフ コレがドンブラザーズの名乗りだ！ 暴太郎のホントの姿!?（2022年3月30日、YouTube）
  - 暴太郎戦隊ドンブラザーズVS暴太郎戦隊ドンブリーズ（2023年11月5日、東映特撮ファンクラブ） - 犬塚翼 / イヌブラザー / 海鮮丼ブラック 役
- #ガシャ恋（2024年6月28日配信開始、BANDAI 公式YouTubeチャンネル） - たかし 役[19]
- 【推しの子】（2024年11月28日 - 12月5日、Amazon Prime Video） - 熊野ノブユキ 役[20]

### オリジナルビデオ
- スーパー戦隊シリーズ - 犬塚翼 / イヌブラザー 役
  - 暴太郎戦隊ドンブラザーズVSゼンカイジャー（2023年9月27日、東映ビデオ）[21]
  - 王様戦隊キングオージャーVSドンブラザーズ（2024年10月9日、東映ビデオ）[22]

### テレビ番組
- あざとくて何が悪いの?（テレビ朝日）
  - あざとくて何が悪いの? 再現ドラマ（2022年9月19日）[23]
  - あざと連ドラ 第9弾「フツーじゃなくて何が悪いの?」（2023年11月23日 - 2024年2月9日）[24]
- 人生が変わる、シン・時代劇オーディション「真剣 SHINKEN」～新選組への道～（2024年1月16日 - 4月10日、テレビ朝日）[25]
- 僕たちの小トリップ～上越篇2025～（2025年2月23日、テレビ神奈川）

### ウェブ番組
- 恋する♥週末ホームステイSeason7（2019年1月8日 - 4月2日、AbemaTV）
- 甘党喫茶トータロー（2022年5月29日 - 、cookpadLive）
- 花束とオオカミちゃんには騙されない（2023年3月5日 - 5月21日、AbemaTV）[26]
- 特撮ヒーロー俳優変身旅（動画、はじめてみました【テレビ朝日公式】YouTubeチャンネル）
  - 特撮ヒーロー俳優変身旅（2023年11月12日 - 24日）
  - 特撮ヒーロー俳優変身旅2（2024年3月29日・4月5日）[27]
  - 特撮ヒーロー俳優変身旅 特別編（2024年4月19日）

### ラジオ番組
- 東映公認 鈴村健一・神谷浩史の仮面ラジレンジャー（2022年6月24日・2023年2月24日・3月3日、文化放送）[28][29]

### 舞台
- ミュージカル『テニスの王子様』4thシーズン - 石田鉄 役
  - 4thシーズン お披露目会（2021年5月29日、品川プリンスホテル ステラボール）[30]
  - 青学vs不動峰（2021年7月9日 - 8月29日、TOKYO DOME CITY HALL 他）[31]
  - テニミュ秋の合同大運動会2023（2023年11月14日 - 15日、有明アリーナ）[32]
  - Dream Live 2024～Memorial Match～（2024年5月25日 - 26日、神戸ワールド記念ホール・5月31日 - 6月2日、有明アリーナ）[33]
- 暴太郎戦隊ドンブラザーズショーシリーズ第3弾 特別公演「〝キジのおんがえし〟……というおはなし」（2023年1月7日 - 29日、シアターGロッソ） - 犬塚翼 / イヌブラザー 役
- 暴太郎戦隊ドンブラザーズショーシリーズ第4弾「招く猫には何来たる？Gロッソは大波乱で大団"縁"!!」（2023年2月4日 - 3月19日　シアターGロッソ） - 犬塚翼 / イヌブラザー 役
- 暴太郎戦隊ドンブラザーズ ファイナルライブツアー2023（2023年4月8日・9日、日本特殊陶業市民会館フォレストホール / 4月16日、札幌文化芸術劇場 hitaru / 4月23日、仙台サンプラザホール / 5月14日、静岡市民文化会館 / 5月20日、周南市文化会館 / 5月21日、福岡サンパレス / 5月27日・28日、オリックス劇場）
- 朗読劇『カラフル』再々演（2024年11月7日・8日、CBGKシブゲキ!!）[34]
- 朗読劇 幻調乱歩シリーズ 再演「幻調乱歩大系“幻燈の獏”」セキ役（2025年3月6日・8日、草月ホール）[35]
- 朗読劇『ROOM』2025（2025年7月4日〈予定〉、シアターサンモール）[36]
- 絵本朗読LIVE『ビロードのうさぎ〜ペールトーン〜』（2025年7月14日・17日・20日、CBGKシブゲキ!!）[37][38]

### CM
- 八幡屋磯五郎「おいしいのは、ラーメンです」篇（2020年）
- 『ゴールデンカムイ』25巻発売記念
  - あったかもしれない連続ドラマ「#青春カムイ」ダイジェスト版（2021年3月15日）
  - あったかもしれない連続ドラマ「#青春カムイ」最終回（2021年3月19日）

### 広告
- モスバーガー（2019年9月）
- 紳士服のコナカ（2019年10月）

### ミュージックビデオ
- 天月-あまつき-「赤い糸」（2021年9月4日）[39]
- NGT48-「ポンコツな君が好きだ」（2021年12月22日）

### イベント
- 超英雄祭 KAMEN RIDER × SUPER SENTAI LIVE & SHOW 2023（2023年2月9日、横浜アリーナ）
- 柊太朗×世古口凌 FAN MEETING 2024（2024年11月9日、表参道GROUND）
- 世古口凌・柊太朗「僕たちの小トリップ～上越篇2025～」放送記念イベント（2025年3月1日、関内ホール小ホール）

### 玩具
- 暴太郎戦隊ドンブラザーズ ドンブラスター -MEMORIAL EDITION-（2023年11月20日）
- 暴太郎戦隊ドンブラザーズ ザングラソード -MEMORIAL EDITION-（2024年1月26日）
- 暴太郎戦隊ドンブラザーズ ニンジャークソード -MEMORIAL EDITION-（2024年3月18日）

## 作品

### カレンダー
- 柊太朗2023年カレンダー（2023年3月21日発売、撮影：澁木稜）
- 柊太朗2024年カレンダー（2024年3月24日発売）

### DVD
- 『柊太朗の夏休み2023 in 宮古島』（2023年10月14日発売）

### キャラクターソング
| 発売日         | 商品名                                              | 歌 | 楽曲                                   | 備考                                               |
| -------------- | --------------------------------------------------- | --- | -------------------------------------- | -------------------------------------------------- |
| 2022年11月23日 | 暴太郎戦隊ドンブラザーズ EP vol.4                   | ドンモモタロウ / 桃井タロウ（樋口幸平）、サルブラザー / 猿原真一（別府由来）、オニシスター / 鬼頭はるか（志田こはく）、イヌブラザー / 犬塚翼（柊太朗）、キジブラザー / 雉野つよし（鈴木浩文）、ドンドラゴクウ / ドントラボルト / 桃谷ジロウ（石川雷蔵）、ソノイ（富永勇也）、ソノニ（宮崎あみさ）、ソノザ（タカハシシンノスケ） | 「アバターパーティー!ドンブラザーズ!」 | 特撮テレビドラマ『暴太郎戦隊ドンブラザーズ』関連曲 |
| 2023年3月1日   | 暴太郎戦隊ドンブラザーズ キャラクターソングアルバム | 犬塚翼 / イヌブラザー（柊太朗） | 「朧」                                 | 特撮テレビドラマ『暴太郎戦隊ドンブラザーズ』関連曲 |